# Macedonië op het Eurovisiesongfestival 2011

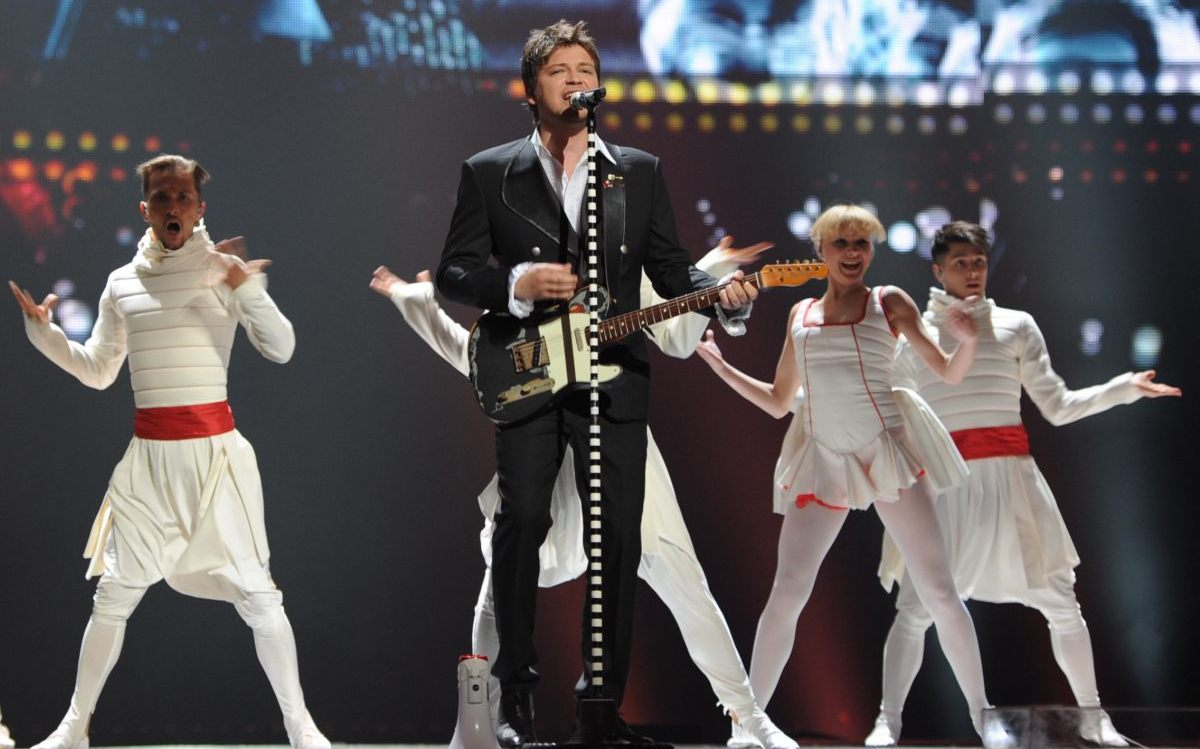
Vlatko Ilievski tijdens de tweede halve finale in Düsseldorf.

Macedonië nam deel aan het Eurovisiesongfestival 2011 in Düsseldorf, Duitsland. Het was de 11de deelname van het land op het Eurovisiesongfestival. De selectie verliep via het jaarlijkse Skopje Fest, waarvan de finale plaatsvond op 27 februari 2011. MRT was verantwoordelijk voor de Macedonische bijdrage voor de editie van 2011.

## Selectieprocedure
In juli 2010 maakte Makedonska Radio Televizija bekend namens de Voormalige Joegoslavische Republiek Macedonië te zullen deelnemen aan het komende Eurovisiesongfestival. Skopje Fest zou als nationale preselectie fungeren. De finale vond plaats op 27 februari 2011. Geïnteresseerden hadden tot 10 januari 2011 de tijd om een lied op te sturen naar de Macedonische nationale omroep. De keuze van de Macedoniërs viel uiteindelijk op Vlatko Ilievski met het nummer Rusinka. Hij mocht zodoende Macedonië vertegenwoordigen op het zesenvijftigste Eurovisiesongfestival.

## Skopje Fest 2011
26 februari 2011
| Plaats | Artiest                            | Lied                           | Jury | Publiek | Totaal |
| ------ | ---------------------------------- | ------------------------------ | ---- | ------- | ------ |
| 1      | Vlatko Ilievski                    | Rusinka                        | 12   | 12      | 24     |
| 2      | Martin Srbinovski                  | Ram tam tam                    | 8    | 5       | 13     |
| 3      | Offside                            | Sekoj den                      | 5    | 6       | 11     |
| 4      | Natalija Slaveva                   | Ne mi trebas                   | 0    | 10      | 10     |
| 5      | Zdravka Mircevska                  | Ludos                          | 10   | 0       | 10     |
| 6      | Angelina Stojanoska                | Zanaes li                      | 0    | 8       | 8      |
| 7      | Bobi Mojsovski                     | Te krade toj                   | 0    | 7       | 7      |
| 8      | Natasa Malinkova                   | Greska                         | 6    | 1       | 7      |
| 9      | Lidija Kocovska                    | Bozji pateki                   | 7    | 0       | 7      |
| 10     | Amir Ibrahimovski & Art Sound      | Posledna pesna                 | 2    | 4       | 6      |
| 11     | Ile Spasov                         | Tugja si                       | 4    | 2       | 6      |
| 12     | Filip Jordanovski                  | Sekogas nekoj poveke vredi     | 0    | 3       | 3      |
| 13     | Goran Kargov                       | Lazes deka ne boli             | 3    | 0       | 3      |
| 14     | Olivera Gorgovska                  | Na kraj                        | 1    | 0       | 1      |
| 15     | Emilija Gievska feat. Andrej Miske | Paranoja                       | 0    | 0       | 0      |
| 15     | Ivan Jovanov                       | Kockar                         | 0    | 0       | 0      |
| 15     | Riste Tevdovski                    | Ne se menuva lyubovta          | 0    | 0       | 0      |
| 15     | Rok Agresori                       | Kukuriku                       | 0    | 0       | 0      |
| 15     | Skipi & Tajzi                      | Ostavi politika i pojachaj ton | 0    | 0       | 0      |
| 15     | Vodolija                           | Ne vrakaj se                   | 0    | 0       | 0      |

## In Düsseldorf
In Düsseldorf trad Macedonië aan in de tweede halve finale, op 12 mei. Macedonië was als elfde van negentien landen aan, na Bulgarije en voor Israël. Bij het openen van de enveloppen bleek dat Vlatko Iliesvki niet had weten te plaatsen voor de finale. Na afloop van het festival werd duidelijk dat Macedonië op de zestiende plaats was gestrand, met 36 punten. Het was voor het vierde jaar op rij dat Macedonië zich niet wist te plaatsen voor de finale.